# Ludwig von Corvin-Wiersbitzky
Karl Friedrich Heinrich Ludwig von Corvin-Wiersbitzky (* 26. Juni 1789 in Tangermünde; † 1. Mai 1872 in Berlin) war ein preußischer Generalleutnant.

## Leben

### Herkunft
Ludwig war Angehöriger des Adelsgeschlechts von Corvin-Wiersbitzki und ein Sohn des preußischen Generalmajors Gottlob Karl Ludwig von Corvin-Wiersbitzki und dessen zweiter Ehefrau Johanna Charlotte Friederike, geborene von Krahn († 12. Oktober 1834).

### Militärkarriere
Corvin trat am 18. Oktober 1800 als Gefreitenkorporal in das Infanterieregiment „von Owstien“ der Preußischen Armee ein und avancierte bis Anfang Mai 1804 zum Fähnrich. Im Vierten Koalitionskrieg nahm er am Gefecht bei Lübeck teil, geriet in Kriegsgefangenschaft und wurde inaktiv gestellt.
Nach dem Frieden von Tilsit kam Corvin am 30. November 1808 als Sekondeleutnant mit Patent vom 14. Juni 1808 in das Colbergische Infanterie-Regiment und war 1810/12 zur weiteren Ausbildung an die Allgemeine Kriegsschule kommandiert. Er wurde einmal von der Schule wegen Rohheit im Theater verwiesen, seiner Fähigkeiten wegen aber wieder aufgenommen. Am 14. Juni 1813 wurde er zum Premierleutnant befördert. Während der Befreiungskriege wurde er im Gefecht bei Hoyerswerda verwundet. Ferner kämpfte er bei Elster und Hoogstraten, wo er verwundet und mit dem Eisernen Kreuz II. Klasse ausgezeichnet wurde. Corvin nahm an den Gefechten bei Courtray, Sweweghem und Oudenarde sowie der Belagerung von Stettin teil. Weiter war er bei den Schlachten von Großbeeren, Dennewitz und Leipzig, wo er den Orden der Heiligen Anna II. Klasse erhielt.
Am 20. Januar 1814 wurde er zum Stabskapitän befördert und am 14. Oktober 1814 in das Kaiser Franz Grenadier-Regiment versetzt. Dort wurde er am 19. April 1815 Kapitän und Kompaniechef. Am 25. Februar 1818 stieg Corvin mit Patent vom 27. Februar 1818 zum Major auf. Am 26. November 1821 wurde er zum Bataillonskommandeur ernannt. Im Jahr 1828 wurde er mit dem Dienstkreuz ausgezeichnet und am 10. Juni 1828 dem 33. Infanterie-Regiment aggregiert. Am 30. März 1832 wurde er als Bataillonskommandeur einrangiert. Am 30. März 1836 wurde er zum Oberstleutnant mit Patent vom 1. April 1836 befördert. Man beauftragte Corvin am 18. August 1837 zunächst mit der Führung des 27. Infanterie-Regiment und ernannte ihn am 19. Mai 1838 nach seiner Beförderung zum Oberst zum Regimentskommandeur. Am 7. April 1842 kam er als Kommandeur in die 4. Landwehr-Brigade, wobei er am 30. April 1842 dem 27. Infanterie-Regiment aggregiert wurde. Am 30. März 1844 erfolgte seine Beförderung zum Generalmajor. Am 27. März 1847 kam er als Kommandant in die Festung Küstrin. Anlässlich seines 50-jährigen Dienstjubiläums erhielt Corvin den Stern zum Roten Adlerorden II. Klasse mit Eichenlaub. Am 18. Oktober 1850 ging er mit dem Charakter als Generalleutnant und Pension in den Ruhestand.
Er wurde am 27. Januar 1864 Ehrensenior des Eisernen Kreuzes II. Klasse und starb am 1. Mai 1872 in Berlin, wo er am 4. Mai 1872 auf dem neuen Garnisonfriedhof in der Hasenheide beigesetzt wurde.

### Familie
Corvin heiratete am 28. September 1818 in Blankensee Friederike Ernestine Charlotte von der Jahn (adoptierte Ida von Arnim aus dem Haus Blankensee) (* 8. März 1800; † 26. Februar 1877).